# Dir En Grey
Pour les articles homonymes, voir Grey.
Dir En Grey (ディル・アン・グレイ), aussi stylisé Dir en grey puis DIR EN GREY, est un groupe japonais de metal progressif, originaire d'Osaka. Formé en 1997, le groupe est actuellement[Quand ?] signé à Firewall Div., une division de Free-Will.
En 2022, Dir En Grey compte onze albums studio. À l'origine un des représentants du style visual kei, le groupe se rapproche au fil des projets du genre Heavy metal.

## Historique

### Formation et débuts en major (1996–2002)
Quatre des membres de Dir En Grey, Kyô, Kaoru, Die et Shinya, forment en 1996 le groupe La:Sadie's. Lorsque Kisaki, le bassiste, quitte le groupe en 1997, remplacé par Toshiya, La:Sadie's change de nom pour celui de Dir En Grey. La même année, le groupe, encore indépendant, sort son premier EP Missa, inspiré en partie des formations de visual kei telles que Buck-Tick ou X Japan. Le groupe connaît son premier vrai succès avec le single I'll qui arrive 7e au classement de l'Oricon.
En 1999, Dir En Grey devient un groupe major avec l'arrivée de leur nouveau producteur Yoshiki (batteur de X Japan), qui constitue un tremplin pour le futur du groupe. Cette même année sort leur premier album, Gauze.
En 2000, le groupe s'auto-produit avec l'album Macabre. Les singles puis les albums se succèdent. Le maxi-single Ain't Afraid To Die sort en 2001 mais n'apparaîtra sur aucun album. L'album Kisou sort en 2002. Au mois de juillet de la même année sortent le maxi-single Child prey et le mini-album Six Ugly, qui marque l'apparition d'une influence nouvelle dans la musique du groupe, le nu metal.

### Tournant nu metal (2003–2007)

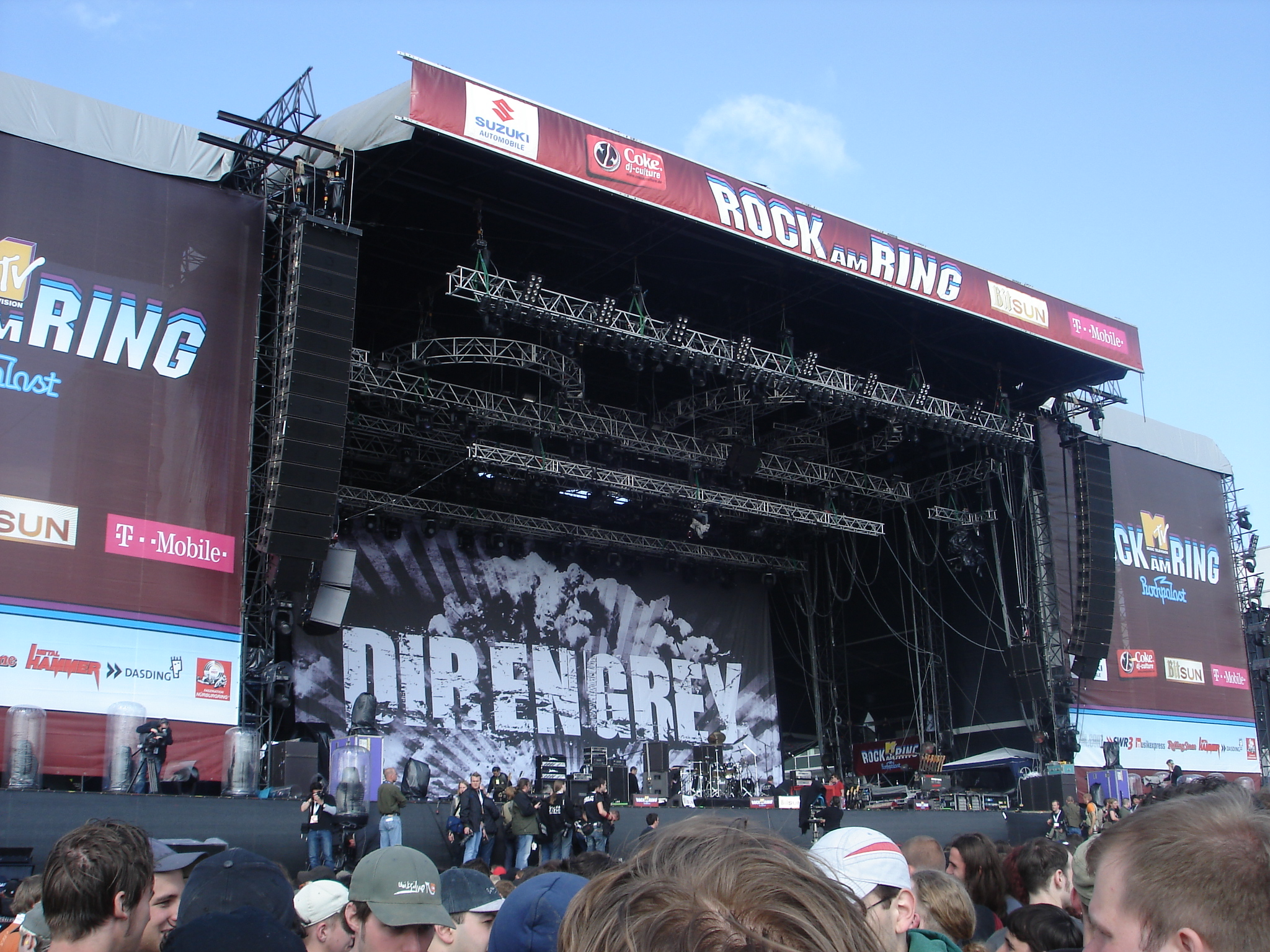
Dir en grey au Rock am Ring en 2006.

En 2003, les singles Drain Away et Kasumi précèdent la sortie de Vulgar en septembre de la même année. En juillet 2004 ouvre l'antenne européenne de Dir En Grey, Gan-Shin, et sort le single saku, qui contient deux nouveaux titres ainsi que G.D.S., le morceau d'introduction utilisé lors de leurs concerts. En mars 2005 sort le cinquième album Withering to death., qui sera leur entrée sur la scène rock occidentale. Leur popularité ne cesse d'augmenter hors du Japon, si bien qu'en mai 2005 la tournée « It Withers and Withers » passe pour la première fois en Europe, par Berlin et l'Olympia de Paris.
Leur nouvel univers musical s'affirme dans leur single de la fin d'année 2005, Clever Sleazoid. Deux singles sortent en 2006, en prévision de l'album à venir : Ryoujoku no ame en juillet, et Agitated Screams of Maggots en novembre. Ce dernier titre, tourné vers le metal extrême, est accompagné d'un clip vidéo aux images crues réalisé par Keita Kurosawa, un artiste inspiré par le mouvement ero guro.
En août 2006, Dir En Grey entreprend sa première tournée aux États-Unis à l'occasion du Family Values Tour avec Korn en tête d'affiche mais aussi Deftones, Stone Sour, Flyleaf ainsi que quelques autres groupes de metal.
L'album The Marrow of a Bone sort début février 2007, suivi d'une tournée en tête d'affiche aux États-Unis en février, et d'une autre en juin avec Deftones et Fall of Troy, conclue par un détour par l'Europe au mois d'août 2007.
Dir En Grey rentre au Japon et enchaîne sur la tournée « Dozing Green » de 19 dates qui débute début septembre et se termine le 20 octobre. Le single du même nom sort le 24 octobre et comporte en face B une reprise de Hydra de Macabre intitulée HYDRA -666-. Le groupe effectue une courte tournée européenne en novembre 2007 et donne un concert en France le 10 novembre au Zénith de Paris. Deux compilations, intitulées Decade 1998-2002 et Decade 2003-2007, sortent le 19 décembre pour fêter les dix ans en Major du groupe.

### Nouveaux albums et nouvelles sonorités (2008–2013)

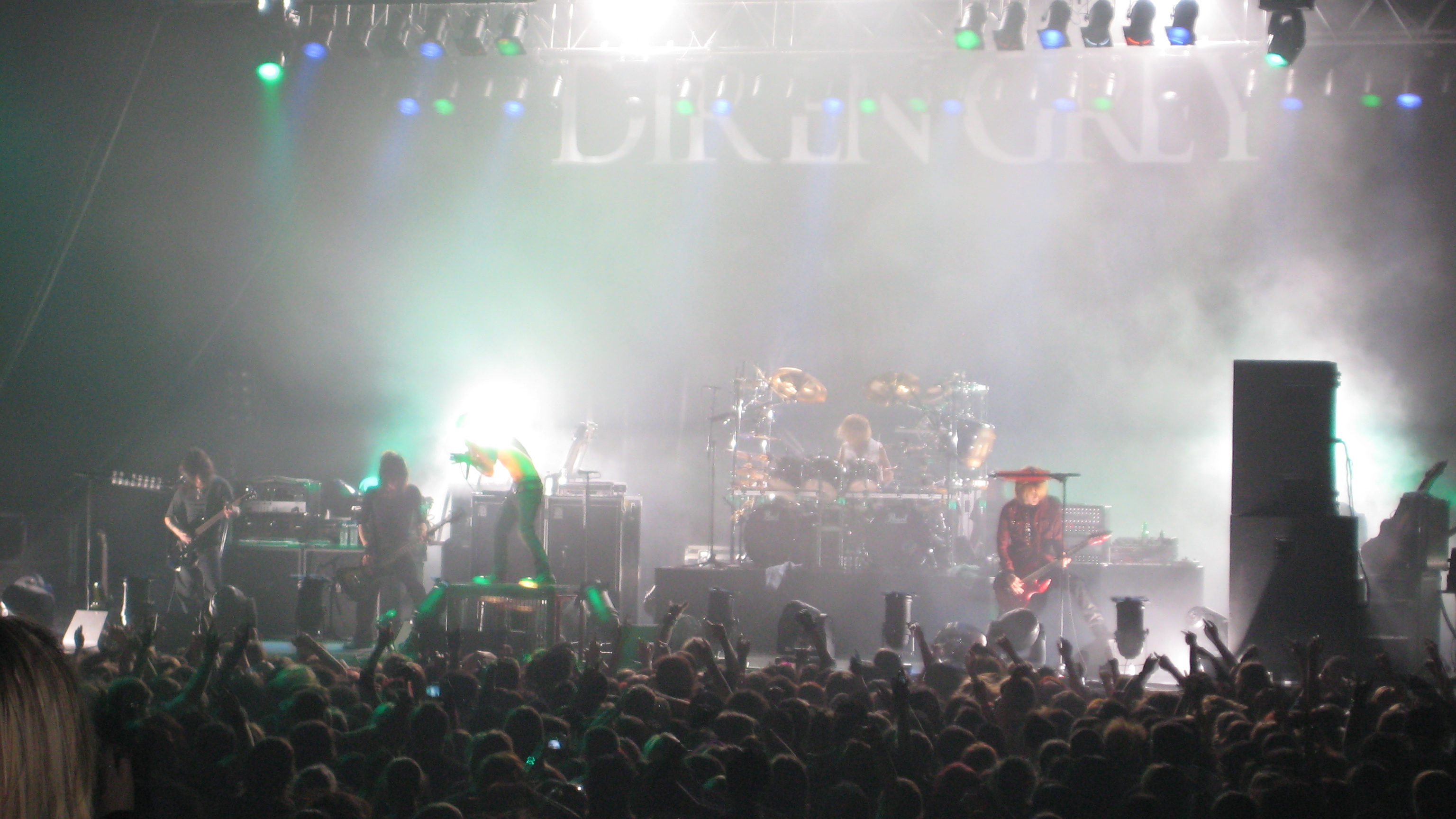
Dir en grey en concert au Zénith de Paris en 2007.

Le single Glass Skin est annoncé pour le 10 septembre 2008. Le 12 novembre sort Uroboros, le septième album studio de la formation. Il est décliné en trois versions : une version standard, une version limitée deux CD et une version deluxe cinq CD (2 CD, 1 DVD, 2 LP). Dans cet album, le groupe utilise de nouveaux instruments comme les congas et le sitar électrique.
Dir En Grey commence l'année 2009 par la tournée « Tour09 Feast of V Senses », avec des dates prévues jusqu'au 23 avril, comprenant entre autres quatre concerts réservés à leur fanclub « a knot » et deux concerts réservés uniquement aux personnes de sexe masculin. Le groupe passe par l'Angleterre pour se produire au Download Festival de Donington Park, du 12 au 14 juin, et profitent de leur présence en Europe pour accomplir une tournée avec le groupe Killswitch Engage, dont une date en France le 11 juin. Dir En Grey entame ensuite la tournée mondiale « Tour09 All Visible Things » qui débute le 26 août pour s'achever le 15 septembre au Shinkinba Studio Coast à Tokyo,. Il annonce également en juin 2009 la sortie d'un DVD réservé au fan club, qui serait le premier d'une série de cinq DVD. Le 26 août, Dir En Grey annonce la sortie d'un DVD, Average Blasphemy, reprenant les clips des albums Uroboros et The Marrow of a Bone.
Le groupe annonce la sortie d'un nouveau single, Hageshisa to, Kono Mune no Naka de Karamitsuita Shakunetsu no Yami, pour le 2 décembre. Il contient également un ré-enregistrement de la chanson Zan de l'album Gauze et une version en une prise de Shokubeni tirée de l'album Vulgar. Le titre éponyme sera repris fin 2010 dans la bande originale de Saw 3D. Après deux concerts à guichet fermé au Nippon Budokan, ils participent en 2010 au Sonisphere Festival et se produisent à Londres au KOKO le 12 août, puis à deux reprises en Russie et neuf fois au Japon, les deux premières dates étant réservées aux membres du fan club « a knot ».
Dir En Grey sort un nouveau single le 26 janvier 2011, intitulé Lotus, qui contient une version remaniée de Obscure de l'album Vulgar ainsi qu'un enregistrement live de Reiketsu Nariseba. Le groupe annonce également un single intitulé Different Sense, prévu pour le 22 juin 2011 et un album, Dum Spiro Spero, le 3 août. Le 11 janvier 2012 sort UROBOROS [Remastered & Expanded], une réédition de l'album Uroboros augmentée de plusieurs titres, dont Hydra 666.

### Projets parallèles et continuité (depuis 2014)
Après plus d'un an d'attente depuis la sortie du dernier album, un EP intitulé The Unraveling, contenant des ré-enregistrements de certains de leurs ancien titres, sort le 3 avril 2013, suivi par la tournée Tour2013 Tabula Rasa. Le single Sustain the Untruth sort le 22 janvier 2014.
Sukekiyo, projet parallèle de Kyo, est dévoilé fin décembre 2013.
En mai 2014, Dir En Grey annonce via son site officiel une tournée japonaise en août, intitulée « Psychonnect -mode of "GAUZE"?- », ainsi qu'un nouvel album, Arche, qui sort le 10 décembre 2014,.

## Membres
- Kyô (京, Kyō?) - chant
- Kaoru (薫, Kaoru?) - guitare
- Die - guitare
- Toshiya - basse
- Shinya - batterie

## Discographie

### Albums studio
- 1999 : Gauze
- 2000 : Macabre
- 2002 : Kisou
- 2003 : Vulgar
- 2005 : Withering to Death
- 2007 : The Marrow of a Bone
- 2008 : Uroboros
- 2011 : Dum Spiro Spero
- 2014 : Arche
- 2018 : The Insulated World
- 2022 : Phalaris

### EPs
- 1997 : Missa
- 2002 : Six Ugly
- 2013 : The Unraveling

### Compilations
- 2001 : Kai (remix album)
- 2007 : Decade 1998-2002
- 2007 : Decade 2003-2007

### Singles
- 1998 : Jealous (Indies)
- 1998 : -I'll- (Indies)
- 1999 : Akuro no oka (アクロの丘?)
- 1999 : -Zan- (残?)
- 1999 : Yurameki (ゆらめき?)
- 1999 : Cage
- 1999 : Yokan (予感?)
- 2000 : Myaku (脈?)
- 2000 : 【KR】cube
- 2000 : Taiyō no ao (太陽の碧?)
- 2001 : ain't afraid to die
- 2001 : Filth
- 2001 : Jessica
- 2001 : embryo
- 2002 : Child Prey
- 2003 : Drain Away
- 2003 : Kasumi (かすみ?)
- 2004 : The Final
- 2004 : -saku- (朔?)
- 2005 : Clever Sleazoid
- 2006 : Ryōjoku no ame (凌辱の雨?)
- 2006 : Agitated Screams of Maggots
- 2007 : Dozing Green
- 2008 : Glass Skin
- 2009 : Hageshisa to, kono mune no naka de karamitsuita shakunetsu no yami (激しさと、この胸の中で絡み付いた灼熱の闇?)
- 2011 : Lotus
- 2011 : Different Sense
- 2012 : Rinkaku (輪郭?)
- 2014 : Sustain The Untruth
- 2016 : Utafumi (詩踏み?)
- 2018 : Ningen wo kaburu (人間を被る?)
- 2019 : The World of Mercy
- 2020 : Ochita Koto no Aru Sora (落ちた事のある空?)
- 2021 : Oboro (朧?)[31]

### Vidéographie
- 1998 : Kaede～if trans･･･～ (clips) - VHS
- 1998 : Mousoutoukakugeki (clips) - VHS
- 1998 : Mosoukakugaigeki (live) - VHS
- 1999 : Gauze -62045- (clips) - VHS et DVD
- 2000 : Osaka jo hall (live) - VHS et DVD
- 2001 : Tour 00>>01 macabre - VHS et DVD
- 2002 : Kimon (clips) - VHS et DVD
- 2003 : Rettou gekisin angya final 2003 5 ugly kingdom (live) - VHS et DVD
- 2004 : Tour04 the code of vulgar[ism] (live) - DVD
- 2005 : Average psycho + Average fury (clips) - DVD
- 2006 : Tour05 It withers and withers (live) - DVD
- 2008 : IN WEAL OR WOE - DVD
- 2009 : A KNOT OF - DVD
- 2009 : TOUR08 THE ROSE TRIMS AGAIN (live) - DVD
- 2009 : AVERAGE BLASPHEMY (clips) - DVD
- 2009 : TOUR09 FEAST OF V SENSES (live) - DVD
- 2010 : UROBOROS -with the proof in the name of living...- AT NIPPON BUDOKAN (live) - DVD
- 2012 : UROBOROS -with the proof in the name of living...- AT NIPPON BUDOKAN Extended Cut  (live) - Blu-ray
- 2012 : TOUR2011 AGE QUOD AGIS Vol.1 [Europe & Japan]  (live) - DVD et Blu-ray
- 2012 : TOUR2011 AGE QUOD AGIS Vol.2 [U.S. & Japan]  (live) - DVD et Blu-ray
- 2013 : TOUR12-13 IN SITU-TABULA RASA (live) - DVD et Blu-ray
- 2014 : TOUR13 GHOUL (live) - DVD et Blu-ray
- 2014 : DUM SPIRO SPERO AT NIPPON BUDOKAN  (live) - DVD et Blu-ray
- 2015 : Average Sorrow (Clips) - DVD et Blu-ray
- 2015 : AVERAGE PSYCHO 2 (Clips) - DVD et Blu-ray
- 2016 : ARCHE AT NIPPON BUDOKAN (live)- DVD et Blu-ray